# Beyaz peynir
Beyaz peynir (letterlijk: witte kaas) is een Turkse kaas die behoort tot een familie van witte kazen waartoe ook bijvoorbeeld feta (Griekenland), sirene (Bulgarije) en telemea (Roemenië) behoren.
Traditioneel wordt de kaas gemaakt van ongepasteuriseerde schapenmelk. Het is een halfzachte, zoute witte kaas met een vetgehalte van 45%.
De kaas bestaat in verschillende vormen en rijpingsduren. Ongerijpte, zachte beyaz peynir in de vorm van een vierkant of rechthoekig blok wordt het meest verkocht.
Beyaz peynir kent vele toepassingen, waaronder gebruik als broodbeleg, in salades en in gerechten zoals börek.